# 何度でも新しく生まれる
『何度でも新しく生まれる』（なんどでもあたらしくうまれる）は、MONDO GROSSOの6枚目のオリジナル・アルバム。2017年6月7日発売。発売元はcutting edge。

## 概要
大沢伸一によるMONDO GROSSOとしては『NEXT WAVE』以来14年ぶりのオリジナル・アルバム。これまでのMONDO GROSSOの制作方法とは異なり、本作はスタッフも含め過去最高にコラボレートしたアルバムになったと語っており、その反面ものすごくパーソナルなアルバムになったという。MONDO GROSSOとしては初の全曲日本語詞のボーカル曲になっている。様々なアーティストがゲストボーカルとして参加しているが、スタッフの提案によって実現したコラボレーションである。

## 収録曲

### CD
1. TIME［Vocal：bird］
  - 作詞：bird
  - MINMIとの共作で別のシンガー用に作った曲が基となっており、お蔵入りとなっていた曲。3〜4年ほど前に制作されたもの。birdとの共作でそれ用に曲の書き下ろしもしたが、こちらのものをbirdに聴かせたのをきっかけに制作が行われ、birdが歌詞を書き大沢がメロディなどをアレンジし、さらに歌詞も合わせて変えていくという手法で制作された。birdはこの曲について「テンポが変わるのが面白い。」とコメントしている[3]。アルバムタイトルである『何度でも新しく生まれる』は、この曲に出てくる歌詞からそのままとられた。
2. 春はトワに目覚める(Ver.2)［Vocal：UA］
  - 作詞：UA
  - 前曲「TIME」とは1番遠い曲であると大沢はコメントしており、音像やアルバムの振れ幅を最初に魅せようとしたという。ディープ・ハウスをニーナ・シモンでやったみたいなものだという。
  - タイトルはVersion 2であり、Version 1も存在する。元々はVersion 1を収録予定だったが、アルバム完成前の最後の2週間で急遽変更となった。Version 1はiTunesの先行配信されたものに収録される。
3. ラビリンス(Album Mix)［Vocal：満島ひかり］
  - 作詞：谷中敦 （東京スカパラダイスオーケストラ）
  - 2017年4月22日に配信限定シングルとして先行リリースされ、アルバム・ヴァージョンとなっている。
  - 女優の満島ひかりがボーカルとして参加している。「ラビリンス」が出来上がる前に、チーム側から満島ひかりを推す提案があり、改めて満島の作品を観てコラボレーションが実現した。メロディはスタッフとのミーティングで食事をしている時に思いついたもので、iPhoneのボイスメモに残した。サビで音階が少し変わるが、メロディは一つで構成されている。
  - 本楽曲が出来た時に本作は日本語詞で制作したいと考えが変わり、それ以前にできた曲は全部捨てて本楽曲を軸に改めて制作がスタートしたという[3]。
  - 2017年6月16日放送『ミュージックステーション』（テレビ朝日）に満島と共に出演、披露した。
4. 迷子のアストゥルナウタ［Vocal：INO hidefumi］
  - 作詞：宮沢和史
5. 惑星タントラ［Vocal：齋藤飛鳥（乃木坂46）］
  - 作詞：ティカ・α （やくしまるえつこ）
  - 知人経由で紹介された乃木坂46の齋藤を迎えた曲。元々はアッパーな曲だったが、齋藤が文学少女で、アイドルの中でもクールな印象を受けたことから、どんどん音を間引いていって、曲自体のムードを変えていったという。
6. SOLITARY［Vocal：大和田慧］
  - 作詞：大和田慧
7. ERASER［Vocal：二神アンヌ］
  - 作詞：二神アンヌ, 大沢伸一
  - touch my secretのボーカルである二神アンヌが参加。
8. SEE YOU AGAIN［Vocal：Kick a Show］
  - 作詞：Kick a Show, 大沢伸一
9. late night blue［Vocal：YUKA （moumoon）］
  - 作詞：YUKA (moumoon)
10. GOLD［Vocal：下重かおり］
  - 作詞：bird, 大沢伸一
  - Facebookで「トレイシー・ソーンみたいな声の歌手いません?」と大沢が投稿したら、以前縁のあったエンジニアが紹介し、コラボレーションが実現。3曲目の「ラビリンス」と同時期にできた曲。1999年にディープ・ディッシュ（英語版）とエブリシング・バット・ザ・ガールが発表した曲「The Future of the Future (Stay Gold) (with Deep Dish)」をイメージして制作した。
11. 応答せよ［Vocal：やくしまるえつこ］
  - 作詞：ティカ・α （やくしまるえつこ）
  - 5曲目の「惑星タントラ」で作詞をしてもらい、歌入れもしてもらったことが縁で制作された曲。

### DVD（CD＋DVD盤のみ）
Music Video
1. ラビリンス
2. 惑星タントラ
3. SEE YOU AGAIN
4. TIME